# Dai Nihonshi
Histoire du Grand Japon
Le Dai Nihonshi (大日本史, litt. « Histoire du Grand Japon »), est un ouvrage sur l'histoire du Japon commencé en 1657, par Tokugawa Mitsukuni, le chef du clan Mito, branche du clan Tokugawa. Après sa mort, le travail est poursuivi par le clan Mito jusqu'à ce qu'il soit achevé en 1906. L'ouvrage débute avec l'empereur Jinmu, le légendaire premier empereur du Japon, et couvre les cent premiers empereurs, se concluant avec l'empereur Go-Komatsu après la fusion des dynasties du Nord et du Sud, en 1392.
L’œuvre comprend 397 rouleaux en 226 volumes et cinq rouleaux d'index,.
Le livre, une des œuvres majeures savantes de l'époque d'Edo (1603-1868), a posé les fondations des écoles Mitogaku et Kokugaku. Il est fortement imprégné de confucianisme, particulièrement le néoconfucianisme tardif de Zhu Xi.
Cependant, au lieu de se concentrer sur les classiques chinois comme les autres écoles confucéennes, il se consacre aux classiques japonais et au Japon en tant que pays gouverné par l'empereur. Cette école de pensée amena le mouvement Sonnō jōi puis à la rébellion de Mito contre le shogunat Tokugawa, durant la période du Bakumatsu.
L'ouvrage est désigné Japan Heritage en 2015.